# 9260 Edwardolson
Edwardolson (asteróide 9260) é um asteróide da cintura principal, a 1,7627755 UA. Possui uma excentricidade de 0,2301173 e um período orbital de 1 265,46 dias (3,47 anos).
Edwardolson tem uma velocidade orbital média de 19,68368986 km/s e uma inclinação de 5,0989º.